# Tala Tighilt

Tala Tighilt est une localité algérienne à l'est d'Ayacha. Dernier village de Beni Mellikeche en bordure de la commune d'Ighram (daïra d'Akbou). La localité est connue pour ses terres agricoles fertiles et la récolte des olives.
 (avril 2024).
- Si vous ne connaissez pas le sujet, laissez ce bandeau (vous pouvez alors contacter les auteurs).
- Si vous supprimez le contenu mis en cause (vous pouvez préalablement contacter les auteurs),

argumentez précisément cette suppression dans la page de discussion
(un manque de référence n'est pas un argument ; une recherche réelle de référence doit avoir été effectuée, être formellement documentée).
Baptisé "un bouquet de roses" par Lamartine, une note de pourpre en un paysage de verdure et de terre violacée… quelque mille demeures au toit rouge, la majorité d’anciennes demeures, aux façades en pierre entourées d’un verger, d’arbres fruitiers, vignes, fleurs… etc. des sources d’eau jaillissent dans ses ruelles. Ce village fortifié imprenable fut le refuge des maronites persécutés par les envahisseurs, d’un côté les profondes vallées, de l’autre les sommets neigeux, les falaises, et l’âpreté des lieux, et est considéré comme faisant partie des plus beaux centres d’estivage du Beni Mellikeche en raison de sa situation et son climat, ses vallées, ses couvents, ses forêts, etc.